# Erich Menner
Erich Menner (* 27. September 1900 in Schneidemühl; † 15. Juni 1966 in Potsdam) war ein deutscher Biologe und Hochschullehrer für Zoologie.

## Leben und Werk

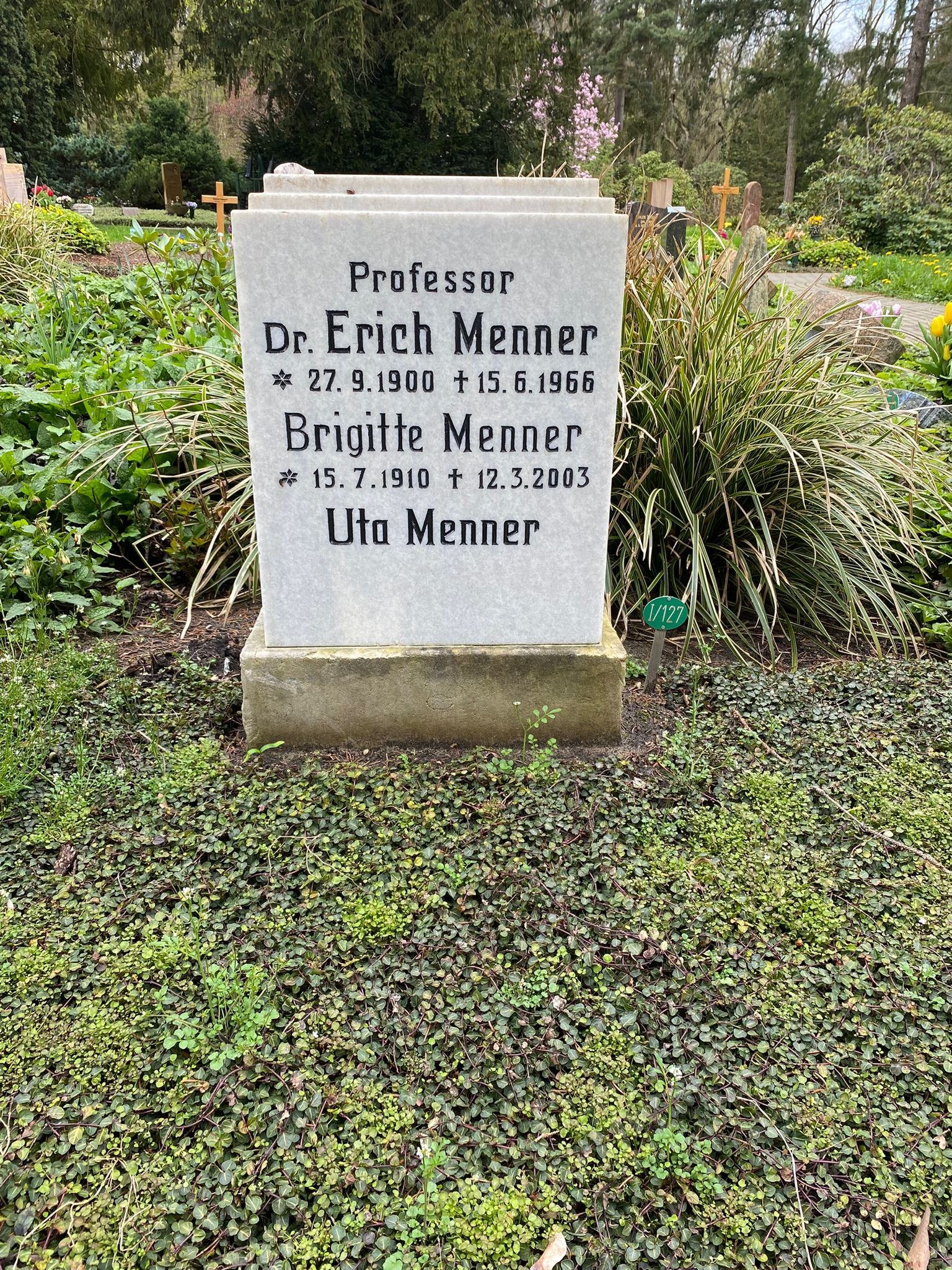
Grabstätte auf dem Neuen Friedhof Potsdam

Nach dem Schulbesuch erhielt Menner zunächst eine Lehrerausbildung an den Seminaren in Bromberg und Cottbus. Nach kurzer Tätigkeit als Lehrer nahm er an der Münchner Universität ein Studium der Zoologie, Botanik und Paläobiologie auf, das er 1928 mit dem Staatsexamen und der Dissertation Untersuchungen über die Retina mit besonderer Berücksichtigung der äußeren Körnerschicht abschloss. An der Universität Halle-Wittenberg habilitierte er sich 1936 und wurde im Folgejahr zum Dozenten ernannt. Er wurde 1941 zum Kriegsdienst im Zweiten Weltkrieg eingezogen und kam 1945 in amerikanische Kriegsgefangenschaft. Nach der Entlassung kehrte er nach Halle (Saale) zurück. Dort leitete er zunächst das Institut für Praktische Biologie im Schloss Ostrau (Saalkreis) und wurde 1947 zum außerordentlichen Professor ernannt. Er folgte 1953 einem Ruf an die Pädagogische Hochschule Potsdam als Leiter des Instituts für Zoologie. Dort wurde er 1965 emeritiert.
Erich Menner war mit Margarete Menner, geborene Richter, verheiratet. Ihr Sohn Klaus Menner, geboren am 31. Mai 1931 in Halle, wurde Professor für Kinderheilkunde und Chefarzt am Kreiskrankenhaus Bad Hersfeld.
Erich Menner wurde auf dem Neuen Friedhof Potsdam beigesetzt.

## Publikationen
- Unsere Süßwasserpolypen. Ziemsen, Wittenberg 1954.